# افراکتی (بابل)
افراکتی ، روستایی از توابع بخش بندپی شرقی شهرستان بابل در استان مازندران ایران است.

## جمعیت
این روستا در دهستان فیروزجاه قرار دارد و براساس سرشماری مرکز آمار ایران در سال ۱۳۸۵، جمعیت آن ۷۴ نفر (۲۰خانوار) بوده‌است.